# Circuito di Bathurst
Il circuito di Bathurst (in inglese, ufficialmente, Mount Panorama Circuit) è un circuito motoristico australiano di Bathurst (Nuovo Galles del Sud).
È famoso per i suoi saliscendi e per i muretti che delimitano la maggior parte del tracciato, ricavato da strade aperte al traffico.

## Storia
Il circuito è stato inaugurato nel 1938, il giorno di Pasqua, con la prima gara automobilistica e motociclistica. Ogni anno, l'impianto ospita la 12 Ore di Bathurst valida per l'Intercontinental GT Challenge (solitamente a febbraio) e la Bathurst 1000 della Supercars (ad ottobre).
Sono diversi i casi di morte registrati in gara, l'ultimo nel 2006. L'incidente di Mike Burgmann nel 1986 comportò l'unica modifica al circuito, fatta nel 1987, con l'aggiunta di una chicane denominata The Chase, nel lunghissimo rettilineo Conrod Straight, prima della curva che porta al traguardo, la Murray's Corner.
Nel 1992 l'ex campione del mondo di Formula 1 Denis Hulme vi trovò la morte a causa di un infarto, occorsogli durante la 1000 km di quell'anno.
Jenson Button detiene il record non ufficiale della pista: nel 2011, durante una manifestazione e a bordo di una McLaren MP4-23 (vettura di Formula 1 che corse nel Campionato 2008), fece registrare un tempo di 1'48"8.

## Piloti deceduti
Sotto, vi è un elenco dei piloti morti durante una gara sul circuito di Bathurst. Da ricordare, inoltre, due spettatori morti nel 1955, centrati da un'auto.
- 17 aprile 1949: Jack Johnson, MG TC, Easter Races
- 5 aprile 1958: Barry Halliday, moto sconosciuta, Bathurst Tourist Trophy
- 2 ottobre 1960: Reg Smith, Porsche, Australian GT Championship
- 7 aprile 1969: Bevan Gibson, Elfin 400 Repco, Mount Panorama Trophy
- 30 marzo 1970: Tom Sulman, Lotus Eleven Climax, Sir Joseph Banks Trophy
- 2 aprile 1972: Lan Hog, sidecar, Bathurst TT Race
- 17 aprile 1976: Ross Barelli, Suzuki RG 500, Easter Races
- 15 aprile 1979: Ron Toombs, Yamaha TZ 350F, Easter Races
- Pasqua 1980: Rob Moorhouse, Easter Motorcycle Races
- Pasqua 1980: Alec Dick, Easter Motorcycle Races
- 5 ottobre 1986: Mike Burgmann, Holden Commodore VK SS Gruppo A, James Hardie 1000
- 4 ottobre 1992: Denny Hulme, BMW M3 Evolution, Tooheys 1000
- aprile 1994: Jim Colligan, sidecar, Australian Tourist Trophy
- aprile 1994: Ian Thornton, sidecar, Australian Tourist Trophy
- 30 settembre 1994: Don Watson, Holden Commodore VP, Tooheys 1000
- 8 ottobre 2006: Mark Porter, Holden Commodore VZ, Fujitsu V8 Supercars Series